# Star Wars: Epizoda VI – Návrat Jediů
Star Wars: Epizoda VI – Návrat Jediů (ve starším překladu též Hvězdné války: Epizoda VI – Návrat Jediho, v anglickém originále Star Wars: Episode VI – Return of the Jedi, původně jen Return of the Jedi) je americký sci-fi film z roku 1983, který byl natočen společností Lucasfilm jako třetí v sérii Star Wars.

## Příběh
Han Solo je uvězněn v karbonitu a předán vesmírnému mafiánovi Jabba Huttovi. Luke Skywalker se ho vydává zachránit, a proto pošle droida C-3PO navštívit sídlo Jabby Hutta, aby ho požádal o Solovo propuštění. Ten přijme droida, ale požadavkům nevyhoví. Princezna Leia se poté v noci tajně pokusí rozmrazit Hana Sola z karbonitu. Poté, co ho rozmrazí, je však i s Hanem chycena. Luke se vydá za Jabbou a zjistí, že princezna Leia se stala Jabbovou otrokyní. Jeho mise se nezdaří a všichni jsou Jabba Huttem odsouzeni k trestu smrti. Jsou předhozeni pouštnímu tvorovi a málem jsou sežráni zaživa. Leie se podaří usmrtit Jabbu. Luke se s pomocí R2-D2 dostává ke svému světelnému meči a i se svými přáteli uniká.
Luke Skywalker poté odlétá na planetu Dagobah, kde se snaží najít mistra Yodu, a dokončit tak svůj výcvik. Mistr Yoda krátce po jeho návratu umírá, ale Luke se ještě před tím stihne dozvědět, že Leia je jeho sestra a že jeho výcvik byl ukončen, a tak se vrací ke svým přátelům. Od velitelství rebelů se dozví, že nová imperiální Hvězda smrti se staví na oběžné dráze měsíce Endor a není ještě zcela dokončena. Protože vzbouřenci ukořistili přístupové kódy, mohou se dostat přes ochranný štít kolem Endoru, do surovinové základny pro stavbu Hvězdy smrti. Na měsíci narazí povstalci na Ewoky, mírumilovná stvoření, podobná medvídkům. Mají droida C3-PO za boha, a tak se s nimi spřátelí. Ewokové potom pohostí Luka, Hana, Leiu a ostatní ve svém městě, nacházejícím se vysoko v korunách stromů.
Tam se také Leia dozví, že je Lukova sestra, že i ona má stejné schopnosti, a proto může být rovněž rytířkou Jedi.
Luke se rozhodne přesvědčit svého otce, Darth Vadera, aby se vzdal Temné strany Síly – ten ale odmítne opustit císaře a rozhodne se bojovat se svým synem. Luke sice Darth Vadera porazí, ale odmítne ho na pokyn imperátora zabít – tuší, že přesně takhle ovládl kdysi jeho otce. Imperátor začne Luka mučit blesky, v tom mu ale zabrání Darth Vader, kterého ohrožení jeho syna konečně přiměje přejít zpět na stranu dobra. Díky jeho robotickému tělu ho imperátor nedokáže hned zabít a Darth Vader ho shodí do energetické šachty Hvězdy smrti, čímž ho usmrtí. Sám je ale tak poškozen, že záhy umírá – předtím ještě přiměje Luka, aby mu sundal masku a požádá ho, aby o všem řekl i Leie. Flotila povstaleckých lodí mezitím zaútočí na celou stanici Hvězdy smrti a těsně poté, co Luke unikne, ji zlikviduje spolu s velkou částí flotily Impéria. To představuje zásadní zvrat v průběhu galaktické občanské války, převaze povstalců a vzniku Nové republiky. Konečně v galaxii zavládne mír.

## Obsazení
| Mark Hamill        | Luke Skywalker: Od té doby, kdy se setkal v Oblačném městě s Darth Vaderem v dílu Impérium vrací úder začal Luke trénovat jako další nástupce Jedi. Vrací se zpět na Dagobah k Yodovi a pokračuje v hledání Hana Sola. |
| Harrison Ford      | Han Solo: Zmražený v karbonitu Darthem Vaderem v Oblačném městě, zachráněn je Princeznou Leiou před smrtí Jabba the Hutty.                                                                                             |
| Carrie Fisher      | Princess Leia Organa: Oficiální princezna z Alderaanu, Leia se přidává k Lukovi hledat Hana. |
| Billy Dee Williams | Lando Calrissian: Poté, co je Oblačné město pod kontrolou Galaktické říše se Lando připojuje k Rebelské alianci a spolu s Lukem pátrají po Hanovi.                                                                     |
| Anthony Daniels    | C-3PO: Protokolární droid Luka Skywalkera |
| Kenny Baker        | R2-D2: Droid Luka Skywalkera |
| Peter Mayhew       | Chewbacca: Hanův Wookiee pilot a blízký přítel |
| Ian McDiarmid      | císař Palpatine: Nejdůležitější osoba v Galaktické říši a temný lord ze Sithu |
| David Prowse       | Darth Vader: Vader stále intenzivě hledá Luka a připravuje past proti rebelům na Endoru. |
| James Earl Jones   | hlas Darth Vardera |
| Alec Guinness      | Obi-Wan "Ben" Kenobi: Byl zabit před čtyřmi lety Vaderem, Obi-Wan pokračuje v podpoře Luka aby se stal Jedi |
| Frank Oz           | Yoda: Po 800 let trénování Jedi připravuje svou rezignaci a umírá. |
| Warwick Davis      | Wicket: Ewok, který vede Leiu do tábora Ewoků. |
| Jeremy Bulloch     | Boba Fett: Lovec odměn, který přiveze Hana Sola k Jabba Huttovi. |

## Dabing
| Postava        | 1. dabing        | 2. dabing              | 3. dabing          |
| -------------- | ---------------- | ---------------------- | ------------------ |
| Luke Skywalker | Michal Dlouhý    | Michal Dlouhý          | Petr Lněnička      |
| Han Solo       | Petr Oliva       | Pavel Soukup           | Michal Dlouhý      |
| Leia Organa    | Zuzana Schulzová | Dana Černá             | Nikola Votočková   |
| Darth Vader    | Bohumil Švarc    | Bohumil Švarc          | Jiří Klem          |
| Palpatine      | Jiří Holý        | Jiří Holý              | Jiří Plachý        |
| Yoda           | Jiří Holý        | Dalimil Klapka         | Bohuslav Kalva     |
| C-3PO          | Bohdan Tůma      | Gustav Bubník          | Tomáš Juřička      |
| Admirál Ackbar | Miroslav Saic    | Oldřich Vlach          | Jaroslav Kaňkovský |
| Mon Mothma     | Zuzana Schulzová | Jaroslava Obermaierová | Radana Herrmannová |

## Recenze
- Sid Páral, FilmCZ.Info/Neviditelný pes, 30. března 1997   Archivováno 27. 3. 2021 na Wayback Machine.